# Crossoliparis wendlandii
Crossoliparis wendlandii – gatunek roślin z monotypowego rodzaju Crossoliparis z rodziny storczykowatych (Orchidaceae). Występuje w Ameryce Południowej i Ameryce Środkowej w Kolumbii, Kostaryce, Salwadorze, Gwatemali, Hondurasie, Meksyku, Panamie, Wenezueli.

## Systematyka
Gatunek sklasyfikowany do plemienia Malaxideae w podrodzinie epidendronowych (Epidendroideae), rodzina storczykowate (Orchidaceae), rząd szparagowce (Asparagales) w obrębie roślin jednoliściennych.